# St. Andreas (Bellstedt)

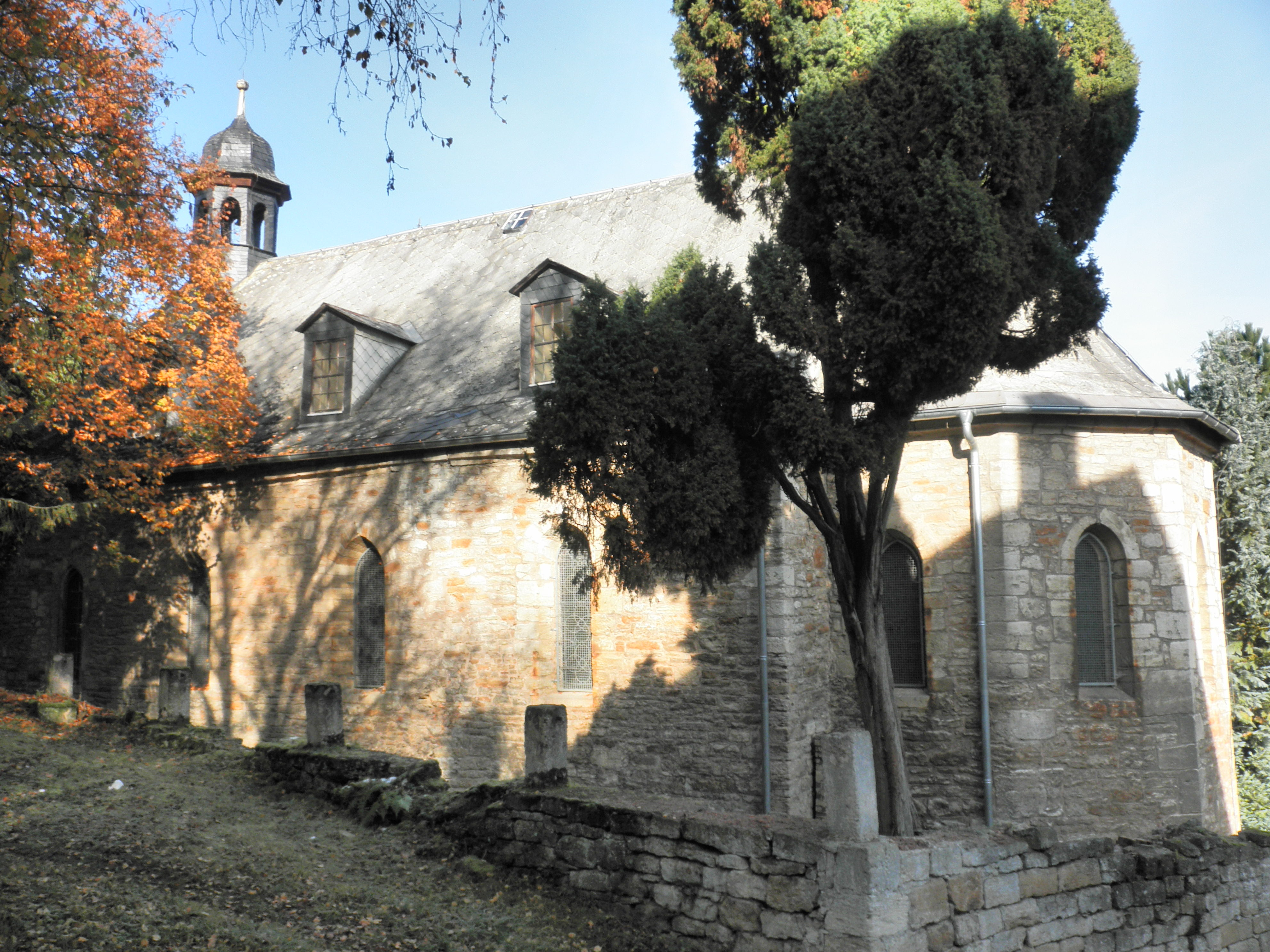
Bellstedt, St. Andreas

Die Kirche St. Andreas ist eine evangelisch-lutherische Kirche in Bellstedt.

## Geschichte
Die Kirche wurde im 13. oder 14. Jahrhundert errichtet. Es ist unklar, ob der Chorraum zugleich mit dem Kirchenschiff entstand, möglich ist auch eine spätere Errichtung im 15. oder 16. Jahrhundert. Um 1585 erfolgten Reparaturen unbekannten Umfangs. Johann Günther I. gestattet der Gemeinde am 22. März 1585, eine Kollekte zur Finanzierung dieser Arbeiten durchzuführen. 1709 bis 1711 wurden die Emporen und eine Loge eingebaut. Letztere war für die damaligen Gutsbesitzer, die Herren von Krackenhof, bestimmt. Am Ende des 19. Jahrhunderts wurde der Emporenaufgang an der Nordseite erneuert. Ferner wurden Bleiglasfenster eingebaut. Die noch heute erhaltene Ausmalung des Chorgewölbes mit Goldsternen auf blauem Grund stammt auch aus dieser Zeit.

## Baubeschreibung
Bei der Kirche handelt es sich um einen rechteckigen Saalbau, an den ein eingezogener Polygonalchor anschließt. Auf der Westseite sitzt ein achteckiger Dachreiter auf. Die Nordseite der Kirche enthält ein Spitzbogenportal mit Maßwerkfüllung. Die Emporen und die Loge sind jeweils über Außentreppen an der Nordseite erreichbar.
Im Innenraum befinden sich zweigeschossige dreiseitige Emporen. Die Decke bildet ein hölzernes Tonnengewölbe.

## Ausstattung
- Altarretabel von ca. 1520
- hölzerne Standfigur des Hl. Georgs und eine Ritterfigur ebenfalls von ca. 1520
- geschnitzte Figur des Hl. Christophorus von ca. 1500
- Kanzel aus dem 17./18. Jahrhundert
- steinerner Taufstein aus dem 16./17. Jahrhundert
- Bildnis des Pfarrers Friedrich Heinrich Kessler (1703–1767), Öl auf Leinwand
- Bildnis des Pfarrers Dr. Kühn, Öl auf Leinwand, aus dem Jahr 1912
- Glocke von 1571

## Orgel
Bei der Orgel handelt es sich vermutlich um ein Werk von Karl Hickmann & Sohn aus Dachwig aus dem Jahr 1886. Sie besitzt folgende Disposition:
| I Manual C– |            |       |
| 1.          | Bordun     | 16′   |
| 2.          | Prinzipal  | 8′    |
| 3.          | Gambe      | 8′    |
| 4.          | Prinzipal  | 4′    |
| 5.          | Mixtur III | 2 ⁄3′ |

| II Manual C– |                  |    |
| 6.           | Salicional       | 8′ |
| 7.           | Flute harmonique | 8′ |
| 8.           | Violine          | 4′ |

| Pedal C– |           |     |
| 9.       | Subbaß    | 16′ |
| 10.      | Prinzipal | 8′  |

- Koppeln: II/I, I/P, II/P
- Spielhilfen: Feste Kombinationen (Pleno)